# Mistrzostwa Europy w Lekkoatletyce 1982 – bieg na 800 m kobiet
Bieg na dystansie 800 metrów kobiet był jedną z konkurencji rozgrywanych podczas XIII mistrzostw Europy w Atenach. Biegi eliminacyjne zostały rozegrane 6 września, biegi półfinałowe 7 września, a bieg finałowy 8 września 1982 roku. Zwyciężczynią tej konkurencji została reprezentantka Związku Radzieckiego Olga Miniejewa. W rywalizacji wzięło udział dwadzieścia zawodniczek z czternastu reprezentacji.

## Rekordy
| Rekord świata     | Nadieżda Olizarenko (SUN)  | 1:43,43 | Moskwa, ZSRR          | 27.07.1980 |
| Rekord Europy     | Nadieżda Olizarenko (SUN)  | 1:43,43 | Moskwa, ZSRR          | 27.07.1980 |
| Rekord mistrzostw | Tatjana Prowidochina (SUN) | 1:55,80 | Praga, Czechosłowacja | 31.08.1978 |

## Wyniki

### Eliminacje
Rozegrano trzy biegi eliminacyjne. Do półfinałów awansowało po pięć najlepszych zawodniczek z każdego biegu eliminacyjnego (Q) oraz jedna spośród pozostałych z najlepszym czasem (q).
Bieg 1
| Miejsce | Zawodniczka         | Czas    | Uwagi |
| ------- | ------------------- | ------- | ----- |
| 1       | Doina Melinte       | 2:00,87 | Q     |
| 2       | Ludmiła Wiesiełkowa | 2:00,92 | Q     |
| 3       | Wanda Stefańska     | 2:01,13 | Q     |
| 4       | Nikolina Szterewa   | 2:01,36 | Q     |
| 5       | Rosine Wallez       | 2:02,07 | Q     |
| 6       | Randi Bjørn         | 2:04,20 |       |

Bieg 2
| Miejsce | Zawodniczka        | Czas    | Uwagi |
| ------- | ------------------ | ------- | ----- |
| 1       | Margrit Klinger    | 2:01,43 | Q     |
| 2       | Rawila Agletdinowa | 2:01,59 | Q     |
| 3       | Anne Clarkson      | 2:01,59 | Q     |
| 4       | Wanja Gospodinowa  | 2:02,00 | Q     |
| 5       | Zuzana Moravčíková | 2:03,15 | Q     |
| 6       | Jill McCabe        | 2:03,98 | q     |
| 7       | Bernadette Louis   | 2:05,76 |       |

Bieg 3
| Miejsce | Zawodniczka       | Czas    | Uwagi |
| ------- | ----------------- | ------- | ----- |
| 1       | Hildegard Ullrich | 2:01,24 | Q     |
| 2       | Olga Miniejewa    | 2:01,29 | Q     |
| 3       | Totka Petrowa     | 2:01,50 | Q     |
| 4       | Jolanta Januchta  | 2:01,66 | Q     |
| 5       | Elly van Hulst    | 2:02,37 | Q     |
| 6       | Nathalie Thoumas  | 2:04,99 |       |
| 7       | Georgia Trubuki   | 2:10,15 |       |

### Półfinały
Rozegrano dwa półfinały. Do finału awansowały po cztery najlepsze zawodniczki każdego biegu półfinałowego (Q).
Półfinał 1
| Miejsce | Zawodniczka        | Czas     | Uwagi |
| ------- | ------------------ | -------- | ----- |
| 1       | Hildegard Ullrich  | 2:02,44  | Q     |
| 2       | Jolanta Januchta   | 2:02,50  | Q     |
| 3       | Olga Miniejewa     | 2:02,65  | Q     |
| 4       | Doina Melinte      | 2:02,71  | Q     |
| 5       | Rawila Agletdinowa | 2:02,82  |       |
| 6       | Wanja Gospodinowa  | 2:03,45  |       |
| 7       | Totka Petrowa      | 2:03,53  |       |
| 8       | Jill McCabe        | 2:05,434 |       |

Półfinał 2
| Miejsce | Zawodniczka         | Czas    | Uwagi |
| ------- | ------------------- | ------- | ----- |
| 1       | Ludmiła Wiesiełkowa | 1:59,00 | Q     |
| 2       | Margrit Klinger     | 1:59,05 | Q     |
| 3       | Nikolina Szterewa   | 1:59,28 | Q     |
| 4       | Wanda Stefańska     | 1:59,87 | Q     |
| 5       | Anne Clarkson       | 2:00,34 |       |
| 6       | Zuzana Moravčíková  | 2:02,48 |       |
| 7       | Elly van Hulst      | 2:02,62 |       |
| 8       | Rosine Wallez       | 2:03,70 |       |

### Finał
| Miejsce | Zawodniczka         | Czas    | Uwagi |
| ------- | ------------------- | ------- | ----- |
| 1       | Olga Miniejewa      | 1:55,41 | CR    |
| 2       | Ludmiła Wiesiełkowa | 1:55,96 |       |
| 3       | Margrit Klinger     | 1:57,22 |       |
| 4       | Jolanta Januchta    | 1:57,92 |       |
| 5       | Hildegard Ullrich   | 1:58,19 |       |
| 6       | Doina Melinte       | 1:59,65 |       |
| 7       | Nikolina Szterewa   | 2:01,77 |       |
| 8       | Wanda Stefańska     | 2:03,05 |       |